# Диференциална форма
Диференциалните форми са математическа концепция, даваща възможност за общ подход при интегрирането по криви, повърхнини, обеми и многообразия с по-висока размерност. Те намират различни приложения, най-вече в геометрията, топологията и физиката.
Така изразът f(x) dx е пример за 1-форма и може да бъде интегриран върху даден интервал [a, b] от дефиниционната област на f:
{\displaystyle \int _{a}^{b}f(x)\,dx}.
По подобен начин изразът f(x, y, z) dx ∧ dy + g(x, y, z) dz ∧ dx + h(x, y, z) dy ∧ dz е 2-форма, която може да се интегрира върху повърхнина S:
{\displaystyle \int _{S}(f(x,y,z)\,dx\wedge dy+g(x,y,z)\,dz\wedge dx+h(x,y,z)\,dy\wedge dz)}.
Тук символът ∧ обозначава външно произведение на две диференциални форми. Аналогично 3-формата f(x, y, z) dx ∧ dy ∧ dz представя обемен елемент, който може да бъде интегриран по област в триизмерното пространство. Най-общо k-форма е обект, който може да бъде интегриран по k-измерно многообразие и е хомогенен от степен k спрямо координатните диференциали {\displaystyle dx,dy,\ldots .}